# Canals (Tarn i Garona)
Canals (en francès Canals) és un municipi francès situat al departament de Tarn i Garona i a la regió d'Occitània.

## Monuments

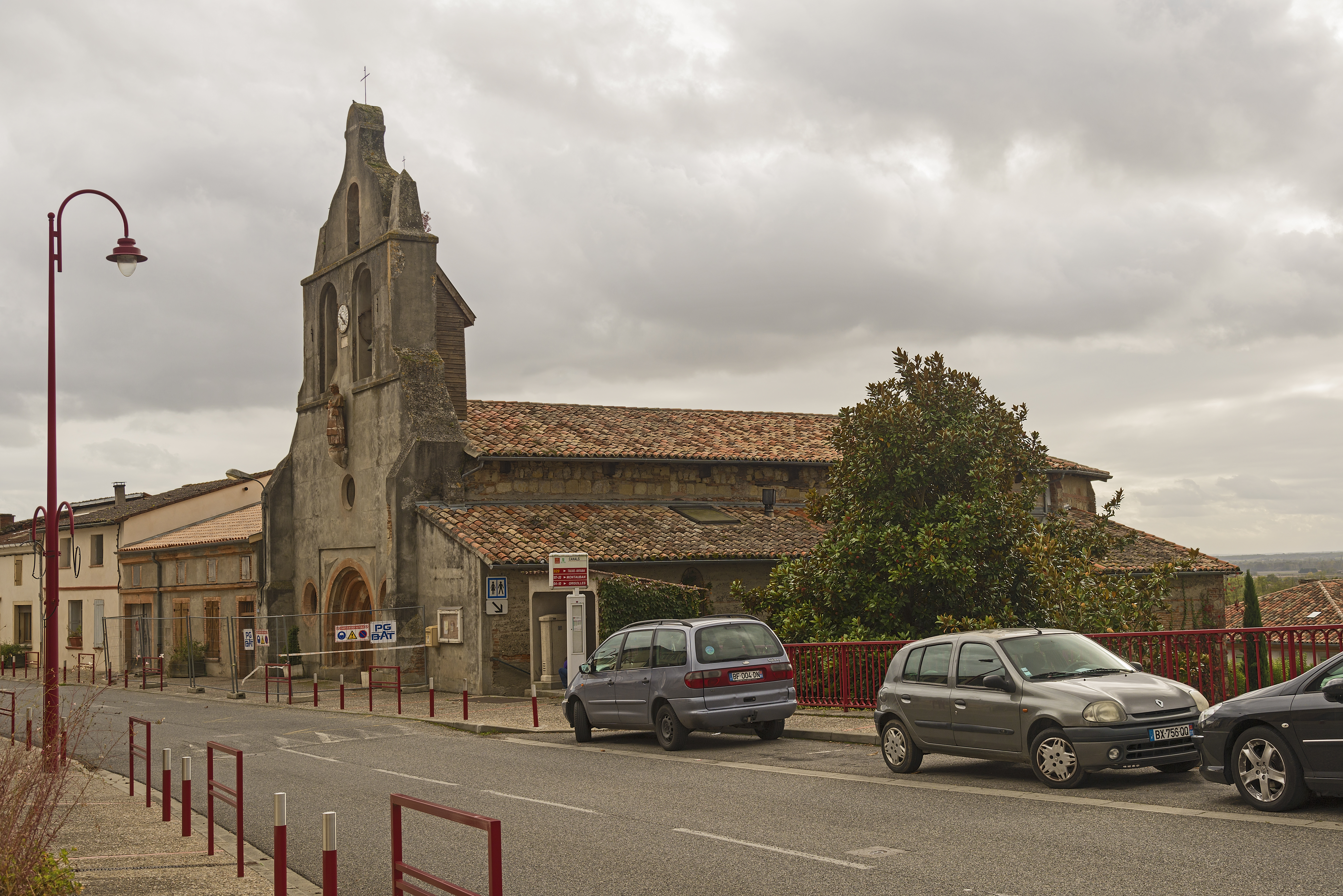
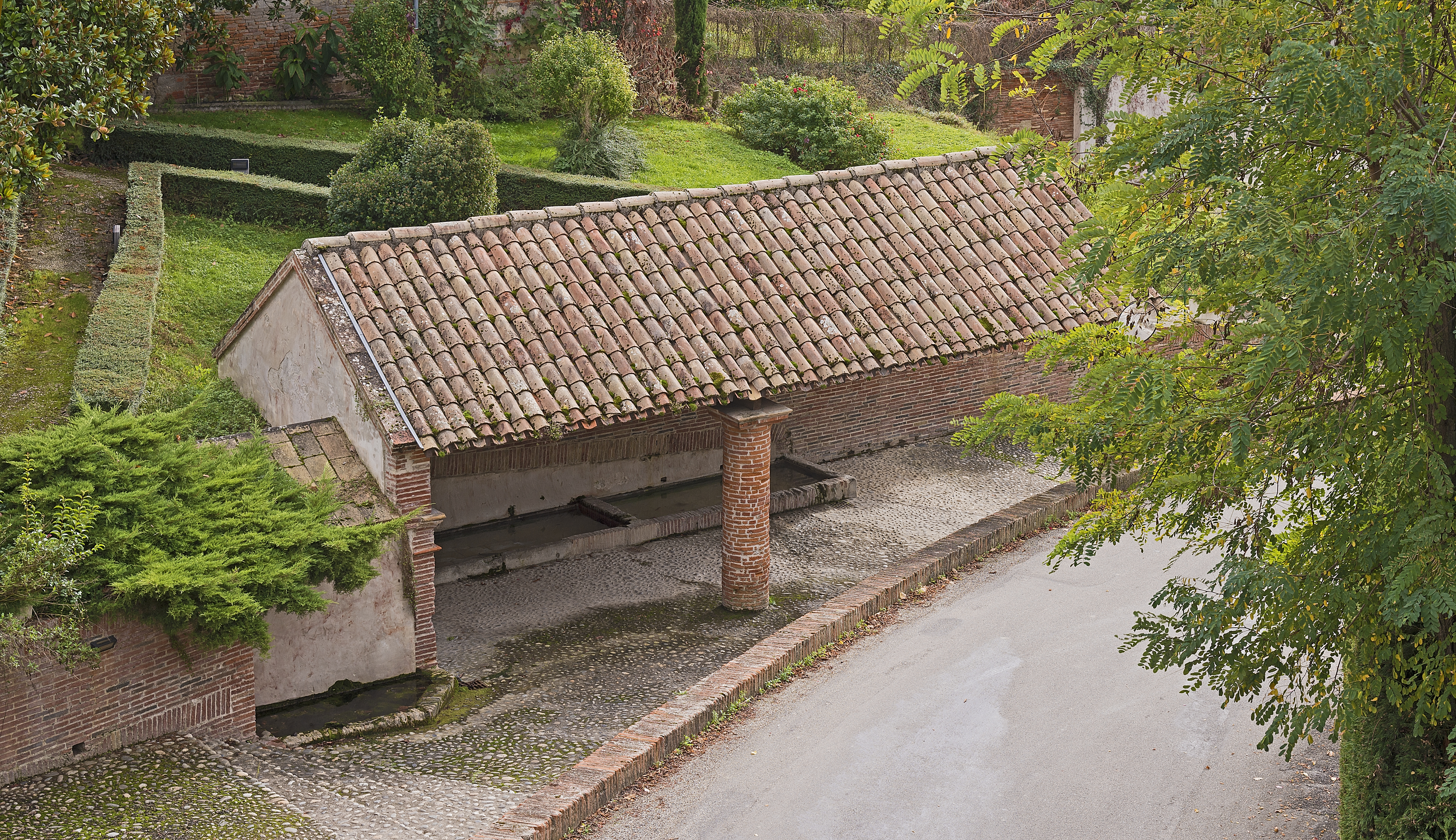

## Demografia
| 1962                                       | 1968 | 1975 | 1982 | 1990 | 1999 | 2007 |
| ------------------------------------------ | ---- | ---- | ---- | ---- | ---- | ---- |
| 314                                        | 325  | 391  | 417  | 467  | 537  | 620  |
| Des de 1962: població sense dobles comptes |      |      |      |      |      |      |

## Administració
| Període | Identitat           | Partit |
| ------- | ------------------- | ------ |
| 2001-   | François Vayssieres |        |